# Lotus 93T
La Lotus 93T fu una vettura di Formula 1 con la quale il team inglese affrontò la prima parte del campionato di F1 del 1983, prima di essere sostituita in corso di stagione con il modello affinato 94T. Disegnata da Colin Chapman e Martin Ogilvie, la 93T era spinta dal motore Renault EF1 (un V6 turbo da 1,5 litri), montava il cambio Lotus/Hewland ed era gommata Pirelli.

## Aspetti tecnici
Prima vettura di casa Lotus spinta da un motore turbocompresso, fu l'ultima concepita da Chapman prima del suo decesso avvenuto nel dicembre 1982. La scelta del motore sovralimentato era ormai diventata necessaria per dare competitività alle  vetture di Formula 1.

## Stagione 1983
La vettura venne impiegata dal solo Elio De Angelis (che nella prima gara della stagione in Brasile aveva utilizzato la vecchia Lotus 91), mentre all'altro pilota, Nigel Mansell, venne affidata la Lotus 92, a motore Ford Cosworth DFV. Pur ottenendo buoni risultati in prova, la vettura era poco affidabile tanto che giunse una sola volta al traguardo, senza marcare punti: vettura venne sostituita con la Lotus 94T dal GP di Gran Bretagna, nona gara della stagione. Mansell guidò la 93T solo due volte, la prima fu al GP di Germania, quando la sua 94T ebbe dei problemi durante il warm-up e il britannico fu costretto a partire con la vettura vecchia, la seconda fu in occasione della gara non valida per il campionato, la Race of Champions.

## Nei media
La progettazione della vettura e la sua realizzazione sono i protagonisti del documentario di Julian Roberts Lotus Goes Turbo, che segue i passi della squadra Lotus nell'introduzione del nuovo motore sovralimentato della Renault al posto del precedente propulsore Cosworth aspirato.
| Anno | Team                   | Motore      | Gomme | Piloti          |    |     |     |     |     |   |     |     |  |     |  |  |  |  |  | Punti | Pos. |
| ---- | ---------------------- | ----------- | ----- | --------------- | -- | --- | --- | --- | --- | - | --- | --- |  | --- |  |  |  |  |  | ----- | ---- |
| 1983 | John Player Team Lotus | Renault EF1 | P     | Elio De Angelis | SQ | Rit | Rit | Rit | Rit | 9 | Rit | Rit |  |     |  |  |  |  |  | 11*   | 8º   |
| 1983 | John Player Team Lotus | Renault EF1 | P     | Nigel Mansell   |    |     |     |     |     |   |     |     |  | Rit |  |  |  |  |  | 11*   | 8º   |

* Tutti i punti furono marcati con la Lotus 94T. La Lotus-Renault si classificò ottava nel campionato mondiale costruttori con 11 punti.